# Ryszard Kapuściński
Ryszard Kapuściński (født 4. marts 1932 i Pinsk, nu Hviderusland, død 23. januar 2007) var en polsk journalist, forfatter og poet. 
Kapuściński var populær i udlandet og i Polen, hvor han blev opfattet som Polens ledende journalist. I årene 1954-1981 var han medlem af kommunistpartiet Polska Zjednoczona Partia Robotnicza. Det polske nyhedsbureau, PAP, hyrede ham i 1964 som sin eneste udlandskorrespondent, hvilket betød at Kapuściński rapporterede fra krige, konflikter med mere over det meste af verden – blandt andet Sovjetunionen, Afrika, Asien, Europa og Latinamerika. Kapuściński har modtaget flere hædersbevisninger og anerkendelser for sine reportager, og han var en af verdens mest kendte krigskorrespondenter. Mest berømt er han for sine reportager fra Afrika i 1960'erne og 1970'erne. 
Forfatterskabet begyndte i de tidligere 1960'ere. Han blev flere gange nævnt som favorit til at vinde Nobelprisen i litteratur, men fik den aldrig. 
Kapuściński døde efter en hjerteoperation på et hospital i Warszawa. 
I 2010 blev den polske litteraturpris Ryszard Kapuściński-prisen for litterær reportage oprettet i hans ære og første gang tildelt den franske journalist og forfatter Jean Hatzfeld.